# Andrea Fuentes
Andrea Fuentes Fache (Valls, 7 aprile 1983) è una sincronetta spagnola vincitrice di tre medaglie d'argento e una di bronzo ai Giochi olimpici, successi che la rendono l'atleta femminile spagnola più titolata alle Olimpiadi.

## Carriera
Andrea Fuentes ha partecipato ai Giochi di Atene 2004 ottenendo il quarto posto nella gara a squadre, con la formazione spagnola scalzata dal podio dalle statunitensi arrivate terze. Fresca delle prime vittorie ai successivi campionati mondiali ed europei, alle Olimpiadi di Pechino 2008 ha vinto la medaglia d'argento nel duo insieme a Gemma Mengual, oltre a un altro argento conquistato nella gara a squadre. Dopo essersi continuata ad affermare ad alti livelli, nel 2012 ha partecipato alla sua terza Olimpiade (Londra 2012) vincendo l'argento in coppia con Ona Carbonell e il bronzo nella gara a squadre.
Nel gennaio 2013 Andrea Fuentes ha annunciato il suo ritiro dal nuoto sincronizzato, in polemica con i concomitanti cambiamenti avvenuti nello staff tecnico spagnolo con l'allontanamento dopo 15 anni della selezionatrice Anna Tarrés.

## Palmarès
- Giochi olimpici

Pechino 2008: argento nel duo e nella gara a squadre.
Londra 2012: argento nel duo, bronzo nella gara a squadre.
- Mondiali di nuoto

2007 - Melbourne: argento nel programma libero della gara a squadre, bronzo nel programma tecnico della gara a squadre.
2009 - Roma: oro nel combinato a squadre; argento nel duo (programma libero e tecnico) e nella gara a squadre (programma libero e tecnico).
2011 - Shanghai: argento nel singolo (programma libero); bronzo nel singolo (programma tecnico), nel duo (programma libero e tecnico) e nella gara a squadre (programma libero e tecnico).
- Europei di nuoto

2008 - Eindhoven: oro nel duo, nella gara a squadre e nel combinato.
2010 - Budapest: argento nel singolo, nel duo, nella gara a squadre e nel combinato.
2012 - Eindhoven: oro nella gara a squadre e nel combinato, argento nel singolo e nel duo.